# Hanau-Kesselstadt

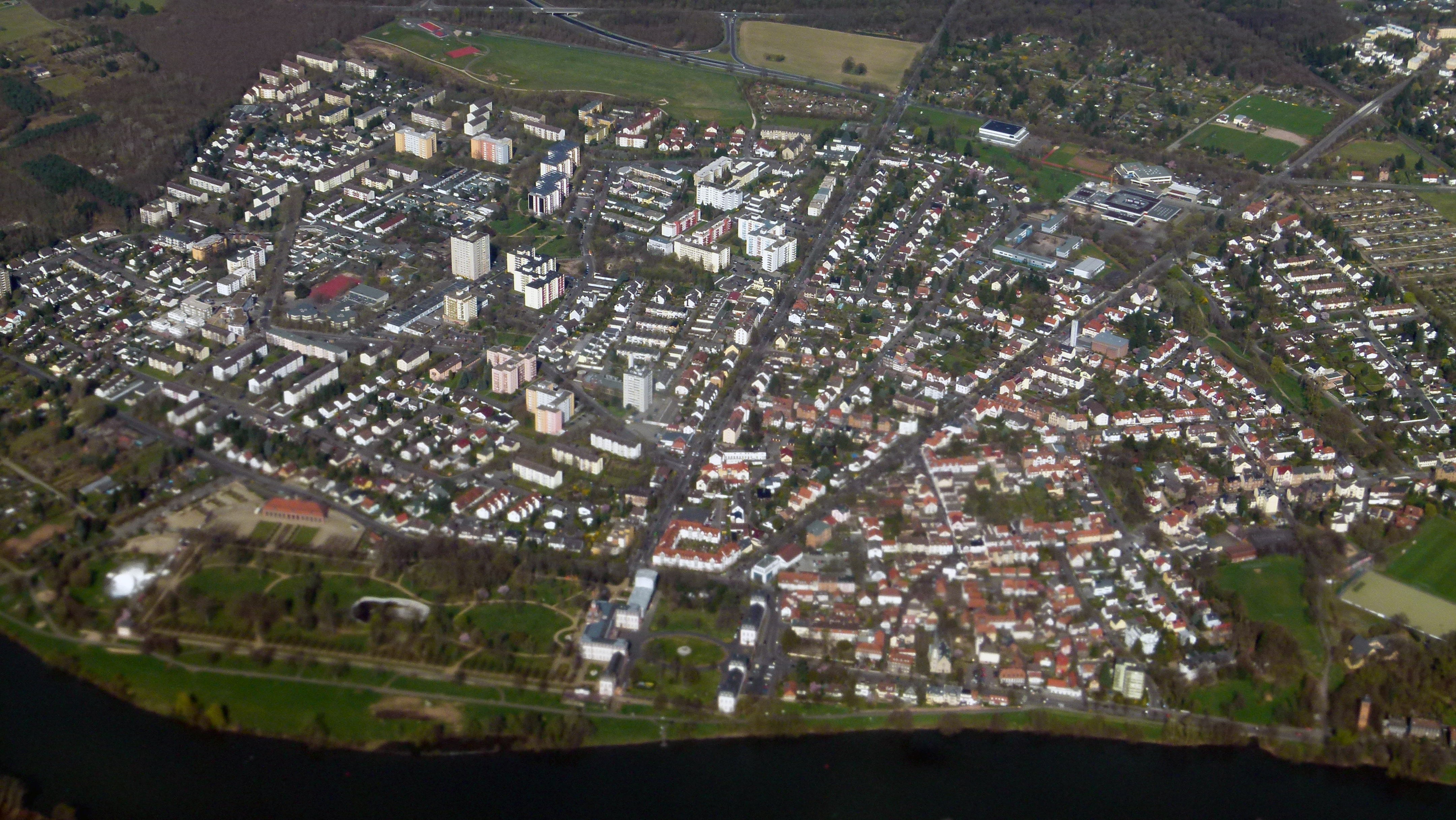
Blick auf Hanau-Kesselstadt

Kesselstadt ist seit 1907 ein Stadtteil von Hanau im Main-Kinzig-Kreis in Hessen und war zuvor eine eigenständige Gemeinde. Im Stadtteilgebiet befindet sich die Mündung der Kinzig in den Main.

## Geografie

### Lage
Kesselstadt grenzt im Norden an die Hanauer Stadtteile Nordwest, im Osten an die Innenstadt, im Südosten an den Stadtteil Südost, im Süden, auf der gegenüberliegenden Mainseite, an Steinheim. Ebenfalls grenzt Kesselstadt im Südwesten an den Stadtteil Dietesheim von Mühlheim am Main und im Westen an den Stadtteil Dörnigheim der Stadt Maintal.
Kesselstadt liegt auf 102 m über NN.

### Siedlungsgeografie
Geprägt ist der Stadtteil durch den Main im Süden, das Schloss Philippsruhe mit seinem Park, von dem strahlenförmig mehrere Alleen (Philippsruher Allee, Kastanienallee und Burgallee) wegführen und den alten Ortskern um die Friedens- und die Reinhardskirche. Im Westen daran schließt sich eine von Hochhäusern geprägte Neubausiedlung der 60er und 70er Jahre – die Weststadt – und, durch ein Waldgebiet getrennt, das Gewerbegebiet Ost der Stadt Maintal an. Wenig bekannt ist die Tatsache, dass auch die Wohngebiete rund um die Frankfurter Landstraße und die Gustav-Hoch-Straße mit Beethovenplatz und Rosenau einst zur Gemarkung Kesselstadt gehörten. Im Norden befinden sich die einstigen Wilhelmsbader Basaltsteinbrüche (heute teilweise Naturschutzgebiet), die heute als Golfplatz genutzte Fasanerie und die Parkanlagen und Gebäude der historischen Kuranlage Wilhelmsbad.

## Geschichte

### Vor- und Frühgeschichte

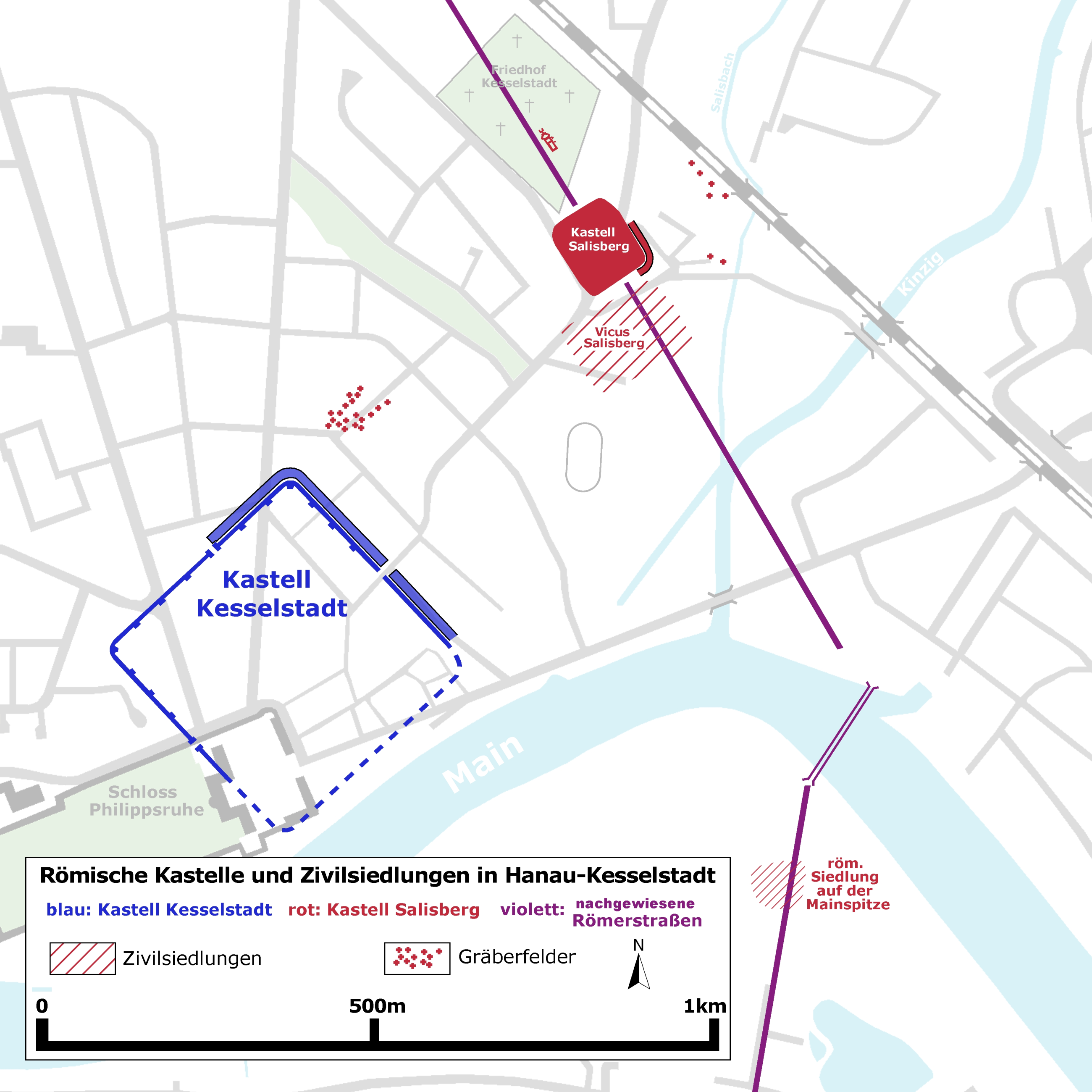
Kesselstadt zur Römerzeit

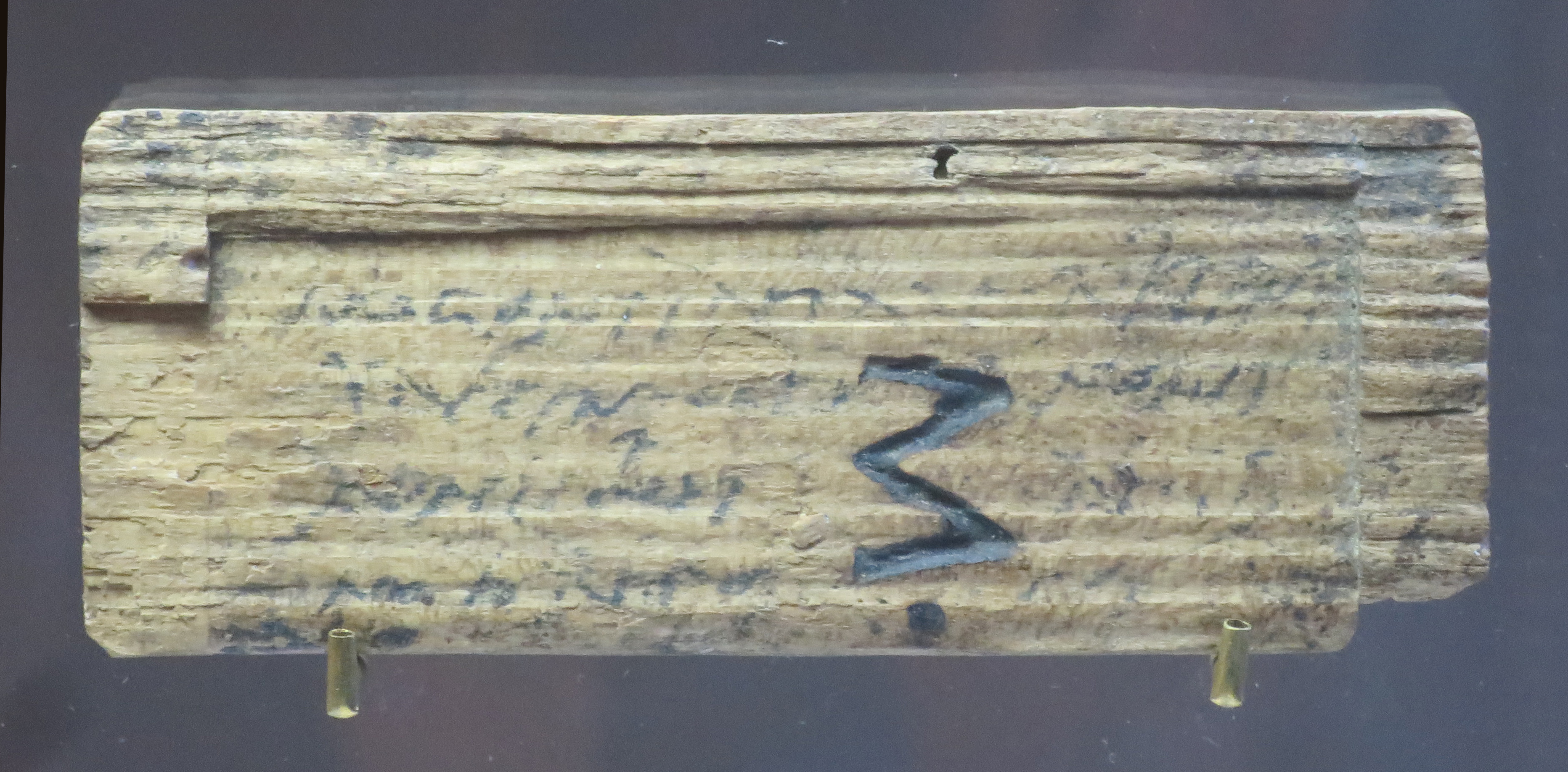
Römische Quittung vom Salisberg

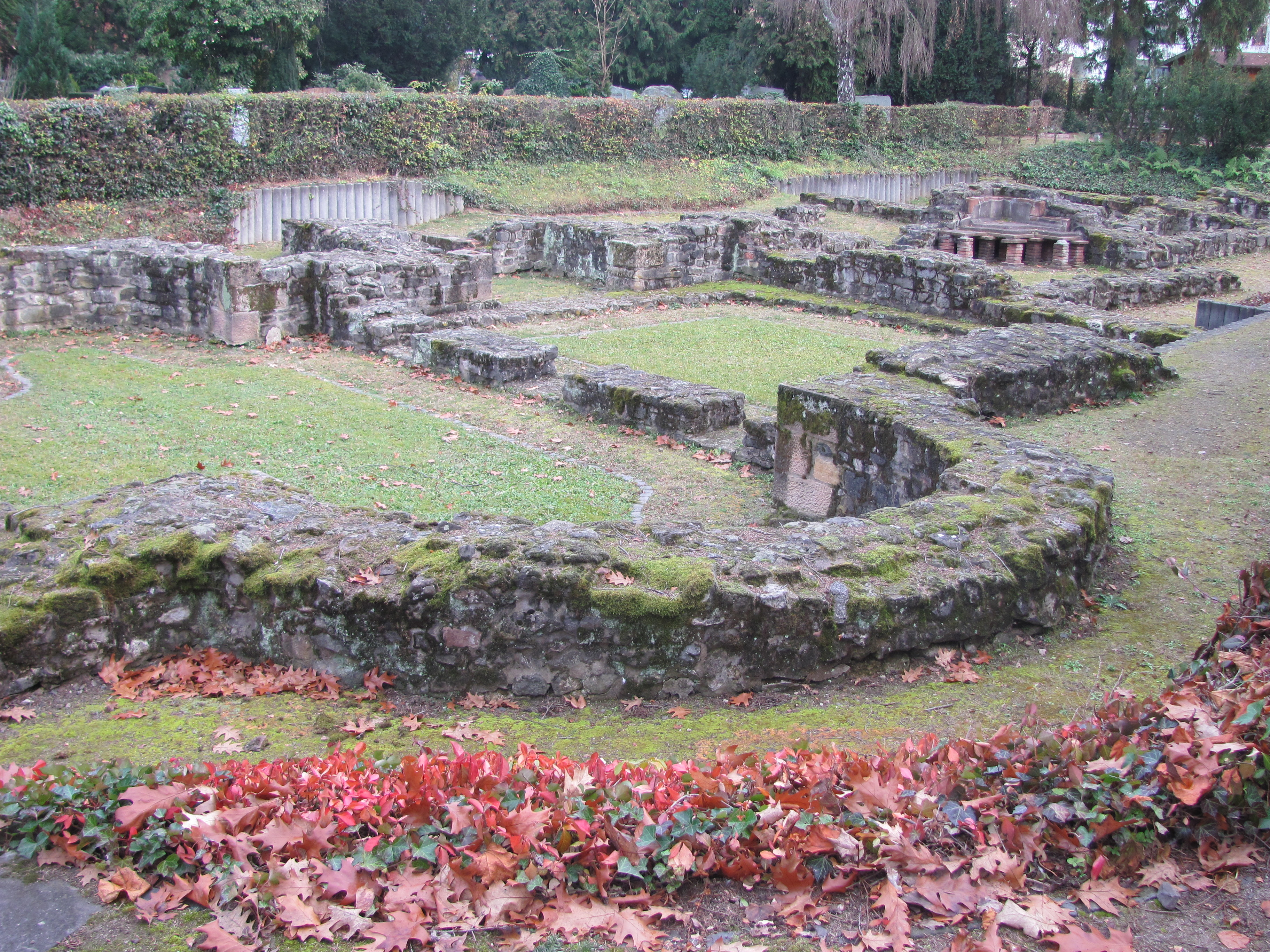
Kastellbad Salisberg, Blick nach Südosten

In der Gemarkung von Kesselstadt wurden Gräber und Siedlungsreste aus fast allen Perioden seit der Jungsteinzeit ausgegraben. Am nördlichen Mainufer befand sich im Bereich des alten Ortskerns eine keltische Siedlung. Der Name Kesselstadt, „Castell-Stätte“, geht jedoch auf ein großes römisches Steinkastell aus römischer Zeit zurück, das später einen Teil des mittelalterlichen Ortskerns einnahm. Eine weitere bedeutende römische Siedlung befand sich auf dem „Salisberg“ (Salisweg), wo im späten ersten Jahrhundert n. Chr. zunächst das Kastell Salisberg zum Schutz des Mainübergangs angelegt wurde und sich später eine große Zivilsiedlung entwickelte, die bereits einige Jahrzehnte vor dem Limesfall im dritten Jahrhundert n. Chr. unterging. In einem der Brunnen dieser Siedlung wurde unter anderem die Quittung vom Salisberg gefunden. Sie ist die älteste taggenau datierte Urkunde Deutschlands, eine Quittung auf einer kleinen hölzernen Schreibtafel notiert, die am 5. April 130 n. Chr. in Mainz ausgestellt ist. Weiteres Zeugnis dieser Siedlung sind auf dem Kesselstädter Friedhof (im Baumweg) die Fundamente eines römischen Bades.

### Mittelalter
Frühe Siedlungsfunde des mittelalterlichen Kesselstadt wurden vor einigen Jahren bei Ausgrabungen des Hanauer Geschichtsvereins an der Friedenskirche gefunden und reichen bis ins 8. und frühe 9. Jahrhundert zurück. In erhaltenen Urkunden der folgenden Jahrhunderte wurde der Ort unter den folgenden Namen erwähnt (in Klammern das Jahr der Erwähnung): Kezelstat (1059, um 1150), Chezsilstat (1059), Keszelstat (1237) und Kesselstat (1247).
Im Mittelalter war Kesselstadt ein Händler-, Handwerker- und Fischerdorf am Main. 1247 waren die Herren von Eppstein und die Herren von Hanau gemeinsam Gerichtsherren in Kesselstadt. Erst 1339 lässt sich ein Alleinbesitz des Gerichts durch die Herren von Hanau belegen. Das Dorf gehörte zum allodialen Eigentum der Herren von Hanau, zur Herrschaft und späteren Grafschaft Hanau, ab 1458: Grafschaft Hanau-Münzenberg, und hier zum Amt Büchertal. Kirchlich gehörte das Dorf zur Erzbistum Mainz. Kirchliche Mittelbehörde war das Archidiakonat des Propstes der Kirche St. Maria ad Gradus in Mainz, Landkapitel Roßdorf. Die Kapelle des Dorfes war ursprünglich der heiligen Maria und der heiligen Katharina geweiht. 1353 wurden erstmals ein Pfarrer und ein Kaplan genannt. Das Patronat lag bis zur Reformation 1561 beim Kloster Naumburg bzw. dessen Mutterkloster Limburg.
Die späteren Reichsgrafen von Kesselstatt kamen ursprünglich aus dem Ort, verlegten jedoch schon im 14. Jahrhundert ihren Schwerpunkt zunächst nach Montabaur und traten später in kurfürstliche Dienste in Trier.

### Frühe Neuzeit

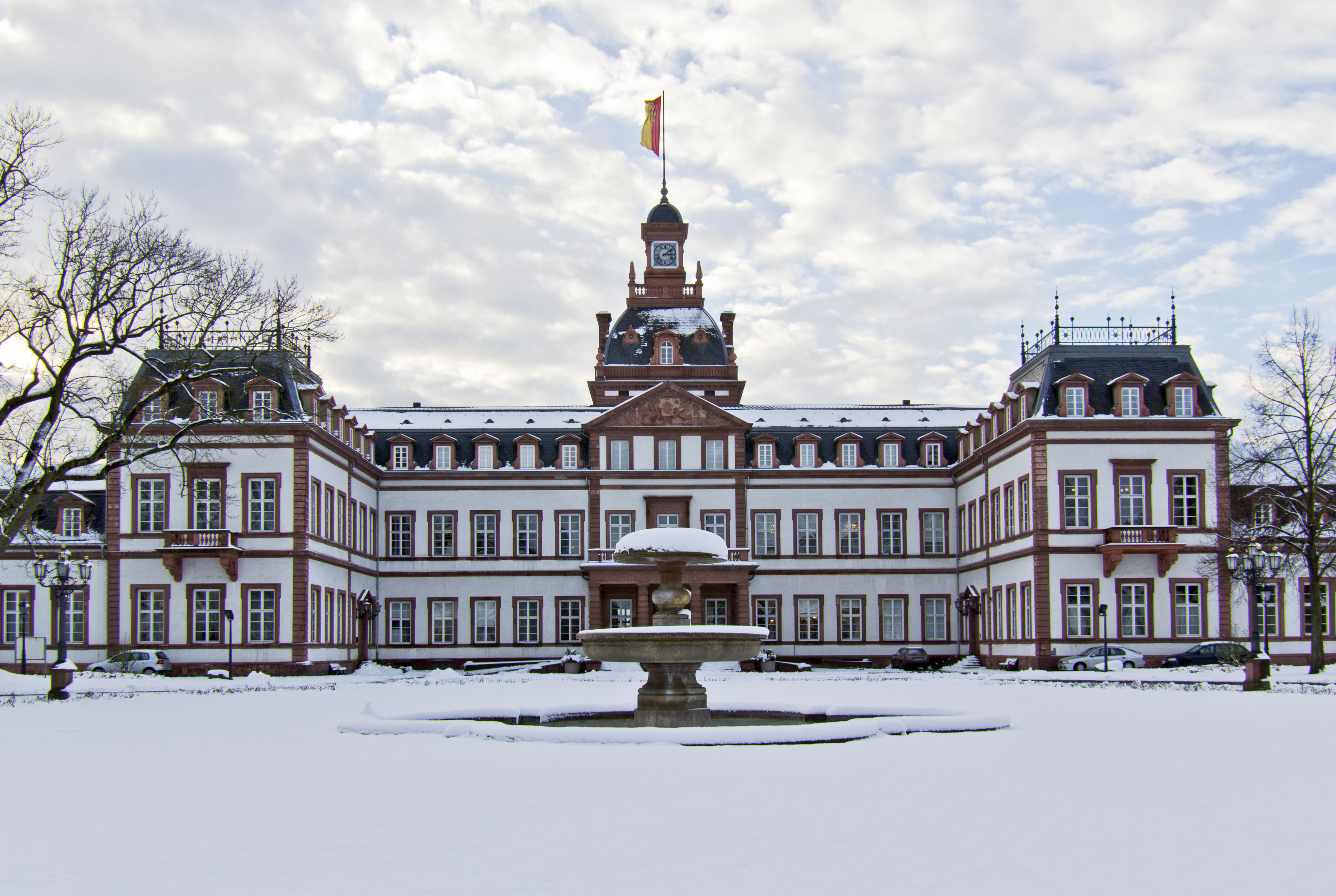
Schloss Philippsruhe

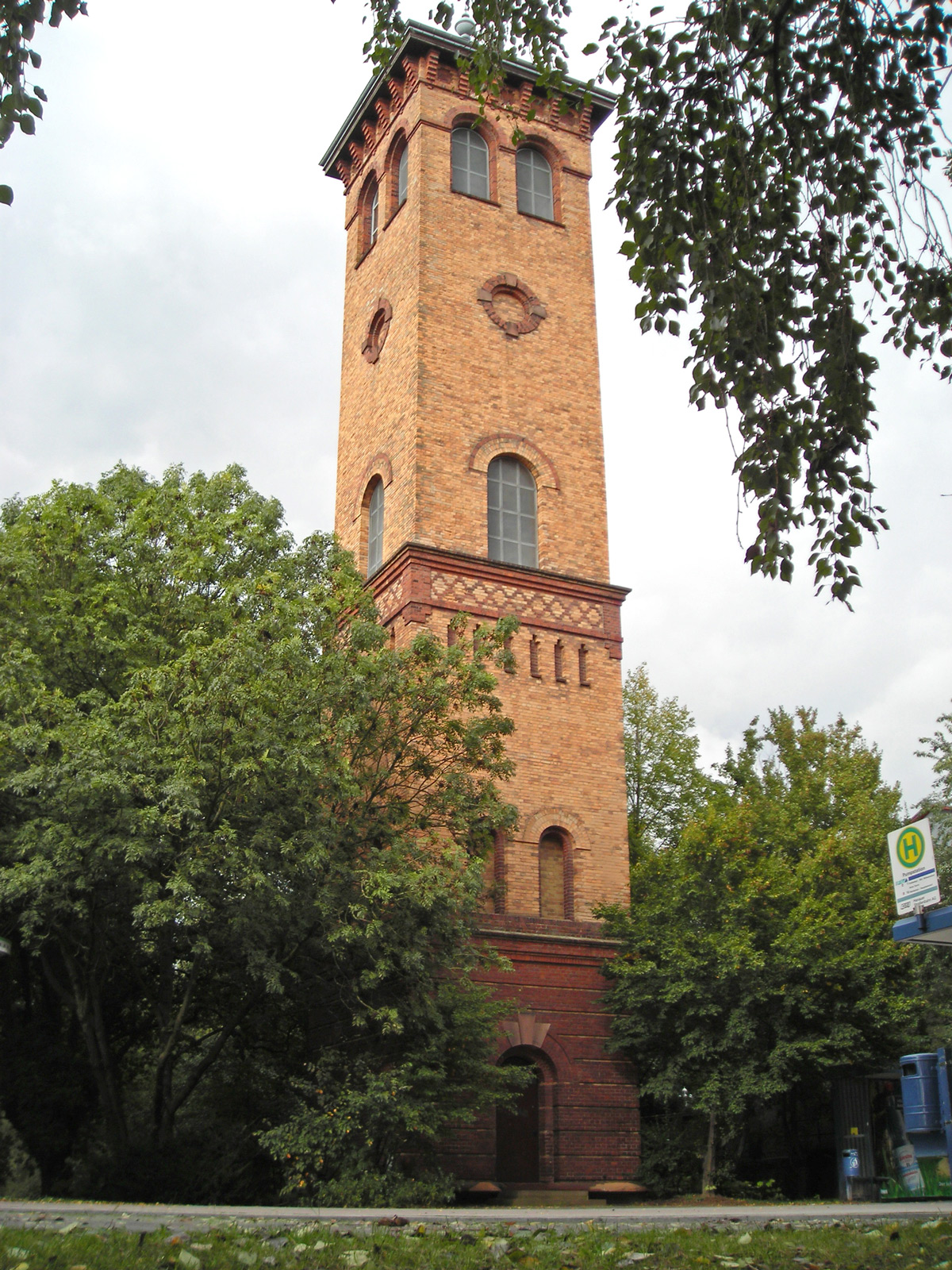
Wasserturm an der Philippsruher Allee

Die Reformation setzte sich in der Grafschaft Hanau-Münzenberg in der Mitte des 16. Jahrhunderts zunächst in ihrer lutherischen Ausprägung durch. In einer „zweiten Reformation“, wurde die Konfession der Grafschaft Hanau-Münzenberg erneut gewechselt: Graf Philipp Ludwig II. verfolgte ab 1597 eine entschieden reformierte Kirchenpolitik. Er machte vom Jus reformandi Gebrauch, seinem Recht als Landesherr, die Konfession seiner Untertanen zu bestimmen, und setzte dies für die Grafschaft weitgehend als verbindlich durch, so auch in Kesselstadt. Er baute an der Wende des 16. zum 17. Jahrhundert am Rand des Dorfes auch eine Sommerresidenz, die, ebenso wie das Dorf, im Dreißigjährigen Krieg schwere Schäden erlitt. Im frühen 18. Jahrhundert errichteten die beiden letzten Hanauer Grafen hier das Schloss Philippsruhe. Nach dem Tod des letzten Hanauer Grafen, Johann Reinhard III., 1736, erbte Landgraf Friedrich I. von Hessen-Kassel aufgrund eines Erbvertrages aus dem Jahr 1643 die Grafschaft Hanau-Münzenberg und damit auch das Amt Büchertal und mit diesem Kesselstadt.
Anfang des 18. Jahrhunderts entwickelte sich in Kesselstadt auch wieder eine lutherische Gemeinde, die sich schließlich auch eine eigene Kirche, die heutige Reinhardskirche, baute. Mit der Hanauer Union von 1818 wurde diese konfessionelle Doppelstruktur überflüssig. Die Kirche wurde nun für gottesdienstliche Zwecke aufgegeben und als Schulgebäude und für andere Zwecke genutzt. Heute dient das Gebäude als kommunaler Veranstaltungsraum und kann für private Feierlichkeiten gemietet werden.
Flächennutzungsstatistik
- 1885 (Hektar): 338, davon 182 Acker (= 53,85 %), 23 Wiesen (= 6,80 %), 74 Holzungen (= 21,89 %)[3]

### Neuzeit
Während der napoleonischen Zeit stand Kesselstadt – wie das übrige Amt Büchertal – von 1806 bis 1810 unter französischer Militärverwaltung und gehörte dann von 1810 bis 1813 zum Großherzogtum Frankfurt, Departement Hanau. Anschließend fiel es an Hessen-Kassel, nunmehr „Kurfürstentum Hessen“ genannt, zurück. Hier kam es 1821 zu einer grundlegenden Verwaltungsreform bei der das Dorf dem neu gebildeten Kreis Hanau zugeordnet wurde.
Die für die Entwicklung im Westen von Hanau erforderlichen Infrastrukturmaßnahmen gaben letztendlich den Ausschlag dafür, dass die Gemeinde Kesselstadt zum 1. April 1907 nach Hanau eingemeindet wurde. Unmittelbar nach dem Zweiten Weltkrieg – die Hanauer Innenstadt lag nach den Luftangriffen völlig in Trümmern – nahm Kesselstadt für einige Jahre die Funktionen der Hanauer Innenstadt wahr. Das unzerstörte Schloss Philippsruhe diente bis 1964 als Hanauer Rathaus. 1973–1994 fand für den Ortskern, den historischen Teil von Kesselstadt, eine behutsame Stadterneuerung statt, die das Gebiet erheblich aufwertete.
Am 19. Februar 2020 gab es in Hanau-Innenstadt und -Kesselstadt an drei Tatorten einen rassistischen Anschlag, bei dem zehn Menschen ermordet wurden.

### Verwaltungszugehörigkeit
- Dorf des Amtes Bücherthal
- 1787: Landgrafschaft Hessen, Grafschaft Hanau-Münzenberg, Amt Bücherthal
- 1803: Kurfürstentum Hessen, Fürstentum Hanau,[Anm. 1] Amt Bücherthal
- 1806/7–10: Kaiserreich Frankreich,[Anm. 2] Fürstentum Hanau, Amt Bücherthal (Militärverwaltung)
- 1810–1813: Großherzogtum Frankfurt, Departement Hanau, Distrikt Bücherthal
- 1816: Kurfürstentum Hessen, Fürstentum Hanau, Amt Bücherthal[Anm. 3]
- 1821: Kurfürstentum Hessen, Provinz Hanau, Kreis Hanau
- 1848: Kurfürstentum Hessen, Bezirk Hanau
- 1851: Kurfürstentum Hessen, Provinz Hanau, Kreis Hanau
- 1867: Königreich Preußen, Provinz Hessen-Nassau, Regierungsbezirk Kassel, Kreis Hanau
- 1871: Deutsches Reich, Provinz Hessen-Nassau, Regierungsbezirk Kassel, Kreis Hanau
- 1907: Deutsches Reich, Königreich Preußen, Provinz Hessen-Nassau, Regierungsbezirk Kassel, Stadtkreis Hanau

## Bevölkerung

### Einwohnerstruktur 2011
Nach den Erhebungen des Zensus 2011 lebten am Stichtag dem 9. Mai 2011 in Kesselstadt 14886 Einwohner. Darunter waren 2421 (16,3 %) Ausländer. Nach dem Lebensalter waren 2484 Einwohner unter 18 Jahren, 5847 zwischen 18 und 49, 3012 zwischen 50 und 64 und 3543 Einwohner waren älter. Die Einwohner lebten in 6981 Haushalten. Davon waren 2718 Singlehaushalte, 1824 Paare ohne Kinder und 1614 Paare mit Kindern, sowie 660 Alleinerziehende und 262 Wohngemeinschaften. In 1701 Haushalten lebten ausschließlich Senioren und in 4533 Haushaltungen lebten keine Senioren.

### Einwohnerentwicklung
Im historischen Kern betrug die Einwohnerzahl:
- 1587: 34 Schützen, 35 Spießer
- 1632: 38 Dienstpflichtige
- 1648: ca. 160 Einwohner
- 1680: ca. 230 Einwohner
- 1698: ca. 160 Einwohner
- 1707: 31 Familien

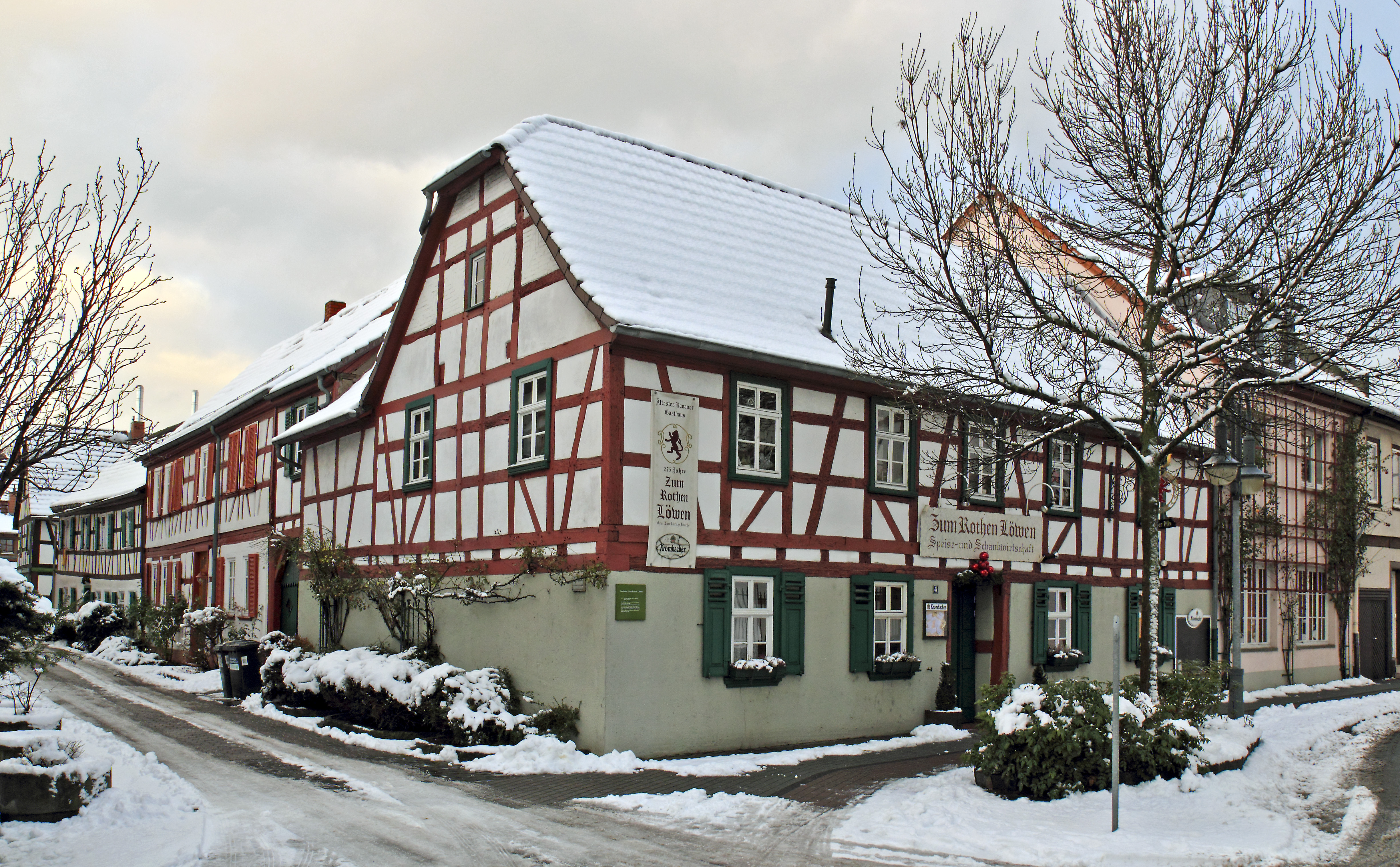
Gasthaus zum Roten Löwen (vulgo: Zum blutigen Knochen), Teil des historischen Kerns von Kesselstadt

- 1754: 70 Familien mit 372 Einwohnern
- 1812: 81 Feuerstellen, 330 Seelen[3]
- 1885: 1256 Einwohner, davon 1107 evangelisch (= 88,14 %), 117 katholisch (= 9,32 %), 8 andere Christen (= 0,64 %), 24 jüdische (= 1,91 %)
- 1974: 545 Einwohner (Nur historischer Dorfkern)
- 2008: 425 Einwohner (Nur historischer Dorfkern)

In den 1960er Jahren entstand als neues Wohnquartier die Weststadt. Deren Einwohnerzahlen betrugen:
- 1975: 11.092
- 2008: 11.831

| Kesselstadt: Einwohnerzahlen von 1834 bis 2023 | Kesselstadt: Einwohnerzahlen von 1834 bis 2023 | Kesselstadt: Einwohnerzahlen von 1834 bis 2023 | Kesselstadt: Einwohnerzahlen von 1834 bis 2023 | Kesselstadt: Einwohnerzahlen von 1834 bis 2023 |
| --- | ---------------------------------------------- | ---------------------------------------------- | ---------------------------------------------- | ---------------------------------------------- |
| Jahr |                                                |                                                |                                                | Einwohner                                      |
| 1834 | 1834                                           |                                                | 637                                            | 637                                            |
| 1840 | 1840                                           |                                                | 649                                            | 649                                            |
| 1846 | 1846                                           |                                                | 683                                            | 683                                            |
| 1852 | 1852                                           |                                                | 652                                            | 652                                            |
| 1858 | 1858                                           |                                                | 700                                            | 700                                            |
| 1864 | 1864                                           |                                                | 805                                            | 805                                            |
| 1871 | 1871                                           |                                                | 988                                            | 988                                            |
| 1875 | 1875                                           |                                                | 1.079                                          | 1.079                                          |
| 1885 | 1885                                           |                                                | 1.256                                          | 1.256                                          |
| 1895 | 1895                                           |                                                | 1.499                                          | 1.499                                          |
| 1905 | 1905                                           |                                                | 2.670                                          | 2.670                                          |
| 1939 | 1939                                           |                                                | ?                                              | ?                                              |
| 1961 | 1961                                           |                                                | ?                                              | ?                                              |
| 1980 | 1980                                           |                                                | ?                                              | ?                                              |
| 1990 | 1990                                           |                                                | ?                                              | ?                                              |
| 2000 | 2000                                           |                                                | ?                                              | ?                                              |
| 2011 | 2011                                           |                                                | 14.886                                         | 14.886                                         |
| 2021 | 2021                                           |                                                | 11.556                                         | 11.556                                         |
| 2022 | 2022                                           |                                                | 11.545                                         | 11.545                                         |
| 2023 | 2023                                           |                                                | 11.615                                         | 11.615                                         |
| Datenquelle: Historisches Gemeindeverzeichnis für Hessen: Die Bevölkerung der Gemeinden 1834 bis 1967. Wiesbaden: Hessisches Statistisches Landesamt, 1968. Weitere Quellen: LAGIS; Stadt Hanau; Zensus 2011 |                                                |                                                |                                                |                                                |

Die Einwohnerzahl des Stadtteils Kesselstadt betrug am 31. Dezember 2013 insgesamt 14.386 Einwohner (nur Erstwohnsitz).

## Verkehr und Infrastruktur
Kesselstadt ist über die A 66 und B 8 sowie die B 43 und B 45 erreichbar und liegt an der L 3328.
Nächstgelegene Bahnhöfe sind Hanau West und Hanau-Wilhelmsbad, beide an einer der ältesten deutschen Eisenbahnlinien, der 1847 eröffneten Frankfurt-Hanauer Eisenbahn, gelegen.
Am Schloss Philippsruhe startet der Bahnradweg Hessen durch Vogelsberg und Rhön nach Bad Hersfeld und entlang des Mainufers führt der Hessische Radfernweg R3 (Rhein-Main-Kinzig-Radweg), unter dem Motto Auf den Spuren des Spätlesereiters entlang von Rhein, Main und Kinzig über Fulda nach Tann in der Rhön.
Am Schloss Philippsruhe befindet sich ein Schiffsanleger, der im touristischen Verkehr nach Seligenstadt, Aschaffenburg und Frankfurt bedient wird.

## Kultur

### Vereine
Der heutige Hanauer Stadtteil Kesselstadt verfügt über ein reiches Vereinsleben. Größter Kesselstädter Verein ist der TV Kesselstadt 1860 e.V (TvK). Der Verein wurde 1860 als Turnverein gegründet und beherbergt heute Sportarten wie Handball, Volleyball, Tischtennis und Faustball. Darüber hinaus gibt es Fußballvereine wie den Verein für Rasenspiele (VfR), auch einige Hanauer Sportvereine wie der FC Hanau 93 haben ihr Domizil in Kesselstadt und die Hanau Hornets nutzen für Football-Spiele das Herbert-Dröse-Stadion. Auch der Pfadfinderstamm Wildwasser vom Bund der Pfadfinderinnen und Pfadfinder (BdP) ist in Kesselstadt vertreten.

### Kunst

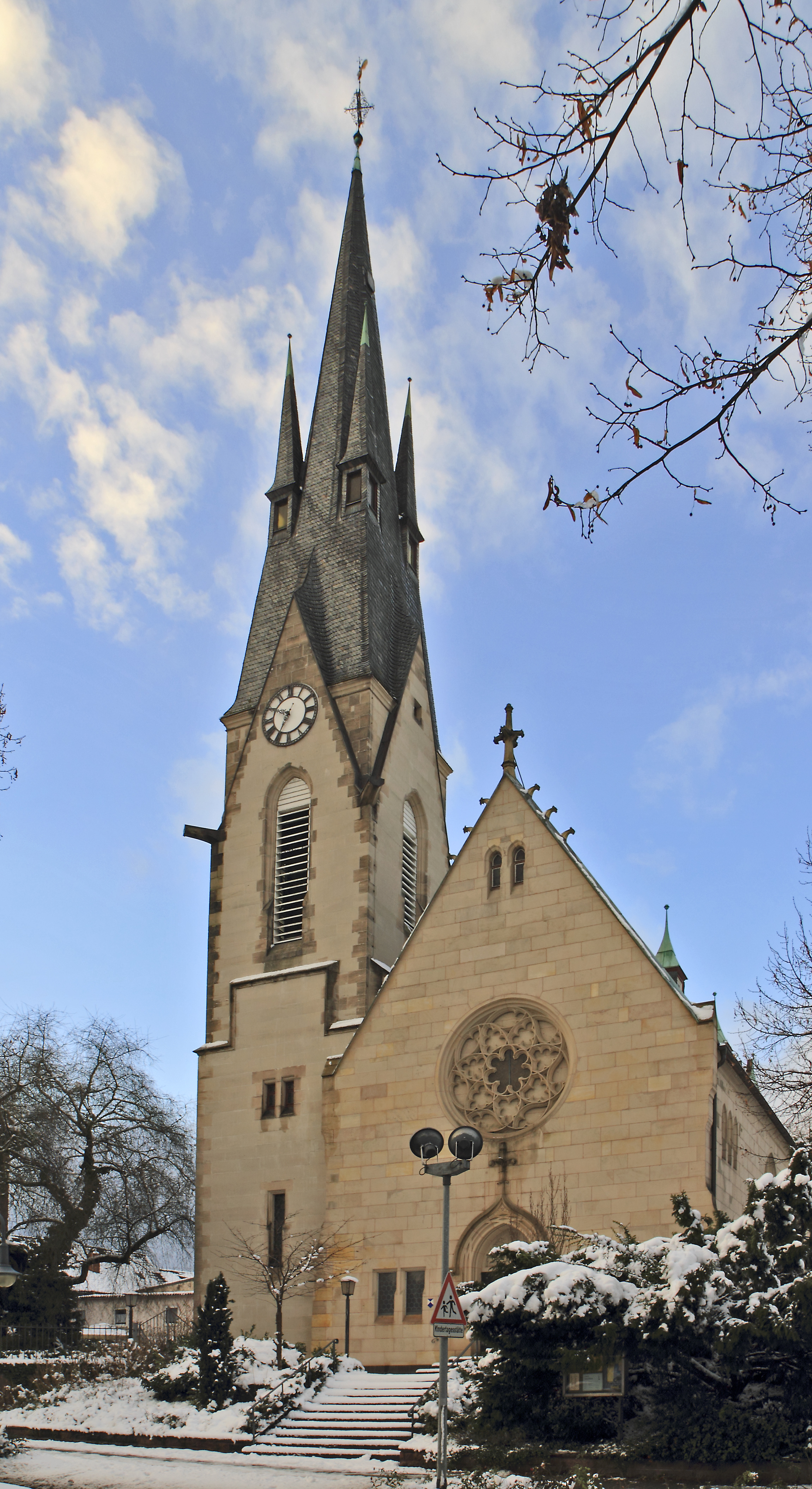
Evangelische Friedenskirche

Rund um Schloss Philippsruhe ist der Skulpturenpark Schloss Philippsruhe entstanden. Mit den Brüder Grimm Festspielen Hanau und dem Amphitheater im Baumgarten des Schlosses sowie dem heute Olof-Palme-Haus genannten Anwesen, der ehemaligen Westerfeldschen Villa, aber auch dem berühmten Jazz-Keller an der Philippsruher Allee und an anderen Orten haben sich zahlreiche Theater- und Musikgruppen in Kesselstadt angesiedelt. Dadurch ist der größte Teil der Hanauer Musik- und Theaterszene hier ansässig.

## Religionen
- Evangelische Kirchengemeinde – Friedenskirche Kesselstadt
- Freie evangelische Gemeinde (FeG)
- Freie Christengemeinde Hanau – BFP
- Adventgemeinde – Siebenten-Tags-Adventisten
- Katholische Kirchengemeinde St. Elisabeth

## Persönlichkeiten
- Adolph Manns (1802–1884), Jurist und Landtagsabgeordneter
- Hans Erwin Steinbach (1896–1971), Maler
- Heinrich Grunewald (1905–1975), NSDAP-Politiker und Landrat im Landkreis Frankenberg